# Gnotzheim
Gnotzheim é um município da Alemanha, situado no distrito de Weißenburg-Gunzenhausen, no estado da Baviera. Tem 12,48 km² de área, e sua população em 2019 foi estimada em 824 habitantes.